# Julien Hériteau

a Compétitions nationales et continentales officielles uniquement.

b Matchs officiels uniquement.
Dernière mise à jour le 12 septembre 2024.
Julien Hériteau, né le 12 septembre 1994 à Auch (Gers), est un joueur international français de rugby à XV. Il joue au poste de centre au FC Grenoble en Pro D2.

## Biographie

### Jeunesse et formation
Né à Auch, Julien Hériteau est d'abord un licencié de la fédération française de football et évolue en tant que milieu de terrain à Saint-Clar, puis à l'entente Nord Lomagne. Il commence le rugby à 13 ans au club de Lectoure.
Sélectionné avec le comité Armagnac-Bigorre, il est repéré et convoité par le FC Auch et SU Agen. En 2010, il rejoint le SUA alors âgé de 15 ans, intégrant alors l'équipe des cadets Alamercery et les sélections du Périgord Agenais comme d'Aquitaine pour des inter-secteurs.   
En 2013, il est sélectionné en équipe de France des moins de 20 ans pour participer au championnat du monde junior. Dans un premier temps non-sélectionné, il arrive en cours de compétition pour remplacer Thibaud Regard, blessé. Durant cette compétition, il joue deux matchs e la France termine à la cinquième place. Il s'agit de ses deux seules sélections avec les Bleuets.   

### Débuts à Agen (2014-2019)

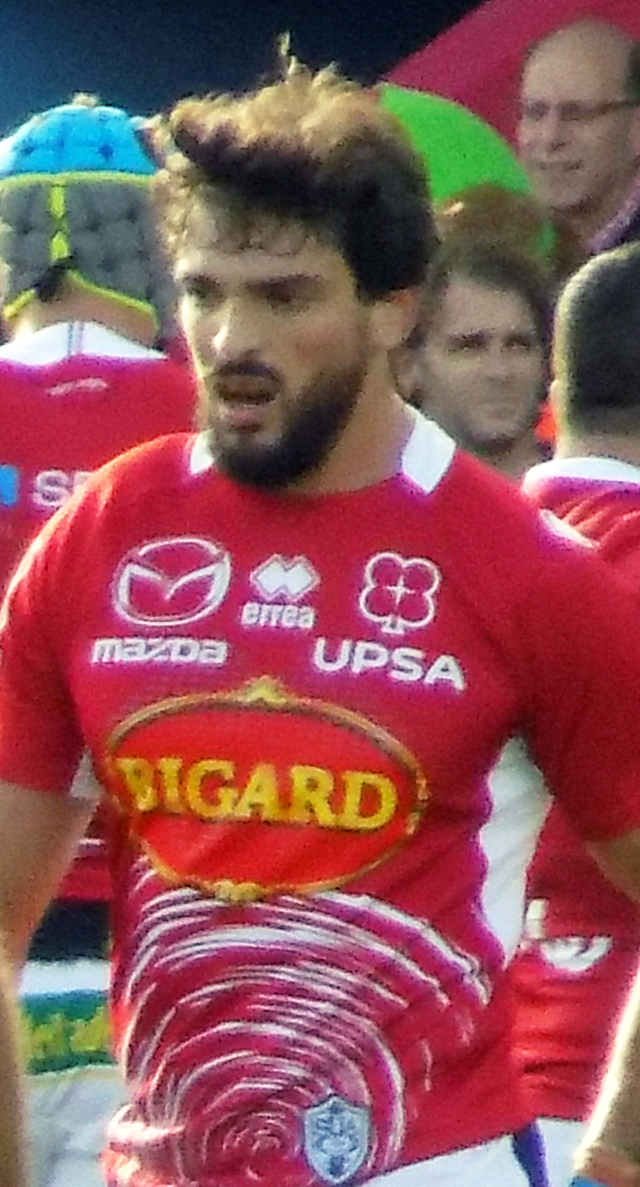
Julien Hériteau sous le maillot du SU Agen en 2018.

Julien Hériteau fait ses débuts professionnels avec le SU Agen lors de la onzième journée de Pro D2 de la saison 2014-2015, contre Albi. Il entre en jeu en seconde mi-temps et son équipe s'incline 22 à 9. Pour sa première saison, il ne joue que six matchs et ne marque pas d'essais.   
En parallèle, il joue pour la première fois en équipe de France de rugby à sept, lorsqu'il participe au Seven's Grand Prix Series 2014. Il joue six matchs.   
Au total, Julien Hériteau joue cinq saisons à Agen, jouant 66 matchs et marquant 5 essais avec ce club, avant de le quitter à l'issue de la saison 2018-2019.   

### RC Toulon et débuts avec le XV de France (2019-2022)
Fin décembre 2018, Hériteau signe un contrat de 3 ans avec le RC Toulon qu'il rejoint à partir de la saison 2019-2020. Il joue son premier match avec son nouveau club dès la première journée de Top 14, contre Agen et inscrit par la même occasion un doublé (victoire 25-44). En janvier 2020, après un bon début de saison, il est appelé pour la première fois dans le groupe de l'équipe de France de rugby à XV pour préparer le Tournoi des Six Nations à la suite de la prise de fonction du nouveau sélectionneur Fabien Galthié. Victime d'une luxation de l'épaule droite lors de la 15e journée de Top 14, il est contraint ce céder sa place dans le groupe. Sa première saison au RCT s'arrête ainsi. Il ne participe donc pas au parcours de son club qui se qualifie en finale du Challenge européen et qui perd ce match contre Bristol. Il a donc joué seize matchs toutes compétitions confondues et marqué quatre essais.
La saison suivante, en 2020-2021, il joue onze matchs sans marquer d'essais. À l'issue de cette saison, il est de nouveau sélectionné avec le XV de France, pour participer à la tournée d'été en Australie, durant laquelle les Français doivent affronter les Australiens à trois reprises. Il connaît sa première cape avec les Bleus le 17 juillet 2021 lors du troisième match de la tournée, face à l'Australie, lorsqu'il entre en jeu à la place de Teddy Thomas à la 60e minute.
En 2021-2022, il joue dix-sept matchs de championnat dont seize en tant que titulaire et marque quatre essais. Il joue également deux matchs de Challenge européen, dont la finale contre le LOU. Durant ce match, il est titulaire au centre avec Duncan Paia'aua, mais ne peut pas empêcher la défaite des siens 30 à 12. Il perd ainsi sa deuxième finale dans la compétition après celle de 2020.

### Transfert à l'ASM Clermont (2022-2024)
En fin de contrat avec le RCT, Julien Hériteau rejoint l'ASM Clermont pour la saison 2022-2023, où il remplace Tani Vili, parti à l'Union Bordeaux Bègles,.
Après deux saisons à Clermont-Ferrand, son contrat n'est pas renouvelé et il quitte le club clermontois.

### Nouvelle expérience au FC Grenoble (depuis 2024)
À partir de la saison 2024-2025, il s'engage avec le FC Grenoble, en Pro D2, pour trois saisons,.

## Statistiques

### En club
| Saison             | Club               | Championnat        | Championnat | Championnat | Compétitions de l'EPCR                 | Compétitions de l'EPCR                 | Compétitions de l'EPCR                 |
| Saison             | Club               | Compétition        | Matchs      | Essais      | Compétition                            | Matchs                                 | Essais                                 |
| ------------------ | ------------------ | ------------------ | ----------- | ----------- | -------------------------------------- | -------------------------------------- | -------------------------------------- |
| 2014-2015          | SU Agen            | Pro D2             | 6           | -           | Pas de qualification en Coupe d'Europe | Pas de qualification en Coupe d'Europe | Pas de qualification en Coupe d'Europe |
| 2015-2016          | SU Agen            | Top 14             | 8           | 1           | Challenge européen                     | 5                                      | -                                      |
| 2016-2017          | SU Agen            | Pro D2             | 5           | 1           | Pas de qualification en Coupe d'Europe | Pas de qualification en Coupe d'Europe | Pas de qualification en Coupe d'Europe |
| 2017-2018          | SU Agen            | Top 14             | 21          | 1           | Challenge européen                     | -                                      | -                                      |
| 2018-2019          | SU Agen            | Top 14             | 18          | 2           | Challenge européen                     | 3                                      | -                                      |
| Total SU Agen      | Total SU Agen      | Total SU Agen      | 58          | 5           | Coupes d'Europe                        | 8                                      | 0                                      |
| 2019-2020          | RC Toulon          | Top 14             | 11          | 4           | Challenge européen                     | 5                                      | -                                      |
| 2020-2021          | RC Toulon          | Top 14             | 11          | -           | Coupe d'Europe                         | -                                      | -                                      |
| 2021-2022          | RC Toulon          | Top 14             | 17          | 4           | Challenge européen                     | 2                                      | -                                      |
| Total RC Toulon    | Total RC Toulon    | Total RC Toulon    | 39          | 8           | Coupes d'Europe                        | 7                                      | 0                                      |
| 2022-2023          | ASM Clermont       | Top 14             | 10          | 1           | Champions Cup                          | -                                      | -                                      |
| 2023-2024          | ASM Clermont       | Top 14             | 16          | 1           | Challenge Cup                          | 5                                      | -                                      |
| Total ASM Clermont | Total ASM Clermont | Total ASM Clermont | 26          | 2           | Compétitions de l'EPCR                 | 5                                      | 0                                      |
| Total              | Total              | Total              | 123         | 15          | Compétitions de l'EPCR                 | 20                                     | 0                                      |

### Internationales

#### Équipe de France de rugby à XV des moins de 20 ans
Julien Hériteau a disputé deux matchs avec l'équipe de France des moins de 20 ans. Il participe au championnat du monde junior en 2013 où il joue deux matchs sans inscrire de points.

#### XV de France
Au 16 février 2023, Julien Hériteau compte une seule sélection en équipe de France. Il a pris part à la tournée d'été 2021, en Australie.
| Année | Compétition | Matchs | Points | Essais |
| ----- | ----------- | ------ | ------ | ------ |
| 2021  | Test matchs | 1      | 0      | 0      |
| Total | Total       | 1      | 0      | 0      |

#### Équipe de France de rugby à sept
Julien Hériteau compte six sélections en équipe de France de rugby à sept.
| Saison | Compétition               | Matchs | Points | Essais |
| ------ | ------------------------- | ------ | ------ | ------ |
| 2014   | Seven's Grand Prix Series | 6      | -      | -      |
| Total  | Total                     | 6      | 0      | 0      |

## Palmarès
- RC Toulon
  - Finaliste du Challenge européen en 2022.
- FC Grenoble
  - Finaliste du Championnat de France de 2e division en 2025.